# Trinimontius darlingtoni
Trinimontius darlingtoni is een hooiwagen uit de familie Cosmetidae.